# Museonder

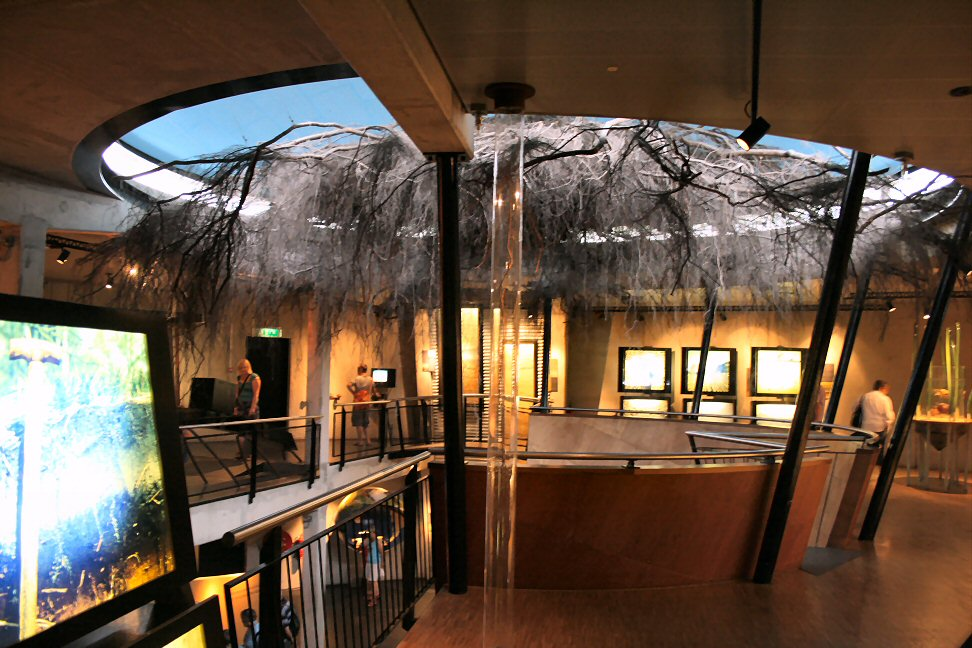
135岁的树的树根

Museonder是荷兰埃德的一座博物馆，位于荷兰梵高国家森林公园内，主要展示费吕沃地下的地质学和生物学，并自称是世界上首座完全处于地下的博物馆。 博物馆的名称 "Museonder"是荷兰语词汇“museum”（博物馆）和“onder”（地下）的缩合词。

## 历史
该博物馆于1993年3月建立，并随即因其现代化展示手段而获得了好评。 据报道，6个月之内，主要由于该博物馆开业，国家公园的参观者人数上升了近一半。因为参观者太多，博物馆受到了破坏，馆方不得不雇用更多警卫，并修复部分展品。
2008年，国家公园园长宣布公园包括museonder在内均进行翻修。该博物馆此后在常设展览外举办了临时展览。

## 藏品

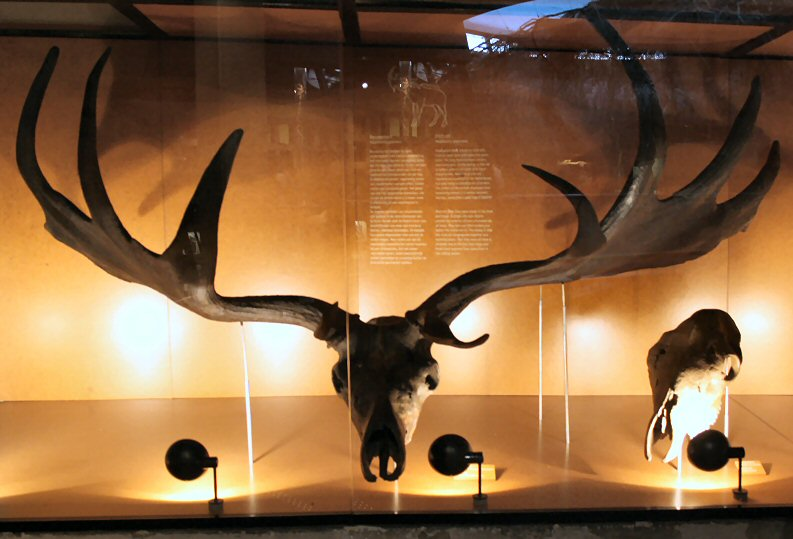
展出的爱尔兰麋的骨骼

该馆藏品包括该地区现存和已经灭绝的动物的骨骼。物种标本有披毛犀、洞熊、古棱齒象、原牛等。其他展品包括冰川漂砾及一株活了135岁的树的比较完整的树根。